# Campeonato Mundial de Atletismo de 2015 - Salto em altura feminino
A prova do salto em altura feminino do Campeonato Mundial de Atletismo de 2015 foi disputada entre 27 e 29 de agosto no Estádio Nacional de Pequim, em Pequim.

## Recordes
Antes desta competição, os recordes mundiais e do campeonato nesta prova eram os seguintes:
| Tipo                  | Atleta             | Altura | Local | Data                 | Ref |
| --------------------- | ------------------ | ------ | ----- | -------------------- | --- |
|                       | Stefka Kostadinova | 2,09   | Roma  | 30 de agosto de 1987 | ver |
| Recorde do campeonato | Stefka Kostadinova | 2,09   | Roma  | 30 de agosto de 1987 | ver |

## Medalhas
| Ouro                 | Prata               | Bronze                |
| Mariya Kuchina (RUS) | Blanka Vlašić (CRO) | Anna Chicherova (RUS) |

## Cronograma
Todos os horários são locais (UTC+8).
| Data              | Hora  | Evento        |
| ----------------- | ----- | ------------- |
| 27 de agosto 2015 | 09:35 | Eliminatórias |
| 29 de agosto 2015 | 18:30 | Final         |

## Resultados

### Eliminatórias
Qualificação: 1,94 m (Q) e pelo menos 12 melhores (q) avançam para a final. 
| Colocação | Grupo | Atleta                     | Nacionalidade     | #1.80 | #1.85 | #1.89 | #1.92 | Marca | Notas |
| --------- | ----- | -------------------------- | ----------------- | ----- | ----- | ----- | ----- | ----- | ----- |
| 1         | B     | Ana Šimić                  | Croácia           | o     | o     | o     | o     | 1.92  | q     |
| 1         | A     | Anna Chicherova            | Rússia            | –     | o     | o     | o     | 1.92  | q     |
| 1         | A     | Blanka Vlašić              | Croácia           | –     | o     | o     | o     | 1.92  | q     |
| 1         | A     | Doreen Amata               | Nigéria           | o     | o     | o     | o     | 1.92  | q     |
| 1         | A     | Levern Spencer             | Santa Lúcia       | o     | o     | o     | o     | 1.92  | q     |
| 1         | B     | Mariya Kuchina             | Rússia            | o     | o     | o     | o     | 1.92  | q     |
| 1         | A     | Marie-Laurence Jungfleisch | Alemanha          | o     | o     | o     | o     | 1.92  | q     |
| 1         | B     | Ruth Beitia                | Espanha           | –     | o     | o     | o     | 1.92  | q     |
| 9         | B     | Eleanor Patterson          | Austrália         | –     | o     | xo    | o     | 1.92  | q     |
| 9         | B     | Kamila Lićwinko            | Polónia           | –     | o     | xo    | o     | 1.92  | q     |
| 11        | B     | Jeanelle Scheper           | Santa Lúcia       | o     | o     | xxo   | o     | 1.92  | q     |
| 12        | B     | Mirela Demireva            | Bulgária          | o     | xo    | o     | xo    | 1.92  | q     |
| 13        | B     | Svetlana Radzivil          | Uzbequistão       | o     | o     | xo    | xxo   | 1.92  | q     |
| 14        | A     | Airinė Palšytė             | Lituânia          | o     | o     | o     | xxx   | 1.89  |       |
| 14        | A     | Morgan Lake                | Grã-Bretanha      | o     | o     | o     | xxx   | 1.89  |       |
| 14        | B     | Oksana Okuneva             | Ucrânia           | o     | o     | o     | xxx   | 1.89  |       |
| 14        | B     | Sofie Skoog                | Suécia            | o     | o     | o     | xxx   | 1.89  |       |
| 18        | A     | Erika Kinsey               | Suécia            | o     | xo    | o     | xxx   | 1.89  |       |
| 19        | B     | Isobel Pooley              | Grã-Bretanha      | o     | o     | xo    | xxx   | 1.89  |       |
| 19        | B     | Oldřiška Marešová          | Chéquia           | o     | o     | xo    | xxx   | 1.89  |       |
| 21        | A     | Lissa Labiche              | Seicheles         | o     | xo    | xxo   | xxx   | 1.89  |       |
| 22        | B     | Priscilla Frederick        | Antígua e Barbuda | o     | o     | xxx   |       | 1.85  |       |
| 23        | A     | Iryna Herashchenko         | Ucrânia           | xo    | o     | xxx   |       | 1.85  |       |
| 24        | B     | Yuliya Levchenko           | Ucrânia           | o     | xo    | xxx   |       | 1.85  |       |
| 25        | A     | Eleriin Haas               | Estónia           | o     | xxo   | xxx   |       | 1.85  |       |
| 26        | A     | Zheng Xingjuan             | China             | o     | xxx   |       |       | 1.80  |       |
| 26        | B     | Barbara Szabó              | Hungria           | o     | xxx   |       |       | 1.80  |       |
| 28        | A     | Venelina Veneva-Mateeva    | Bulgária          | xo    | xxx   |       |       | 1.80  |       |
| 29        | A     | Chaunté Lowe               | Estados Unidos    | xxx   |       |       |       | NM    |       |
| 29        | A     | Valentina Liashenko        | Geórgia           | xxx   |       |       |       | NM    |       |

### Final
A final ocorreu às 18:30.
| Colocação         | Atleta                     | Nacionalidade | #1.88 | #1.92 | #1.95 | #1.97 | #1.99 | #2.01 | #2.03 | Marca | Notas |
| ----------------- | -------------------------- | ------------- | ----- | ----- | ----- | ----- | ----- | ----- | ----- | ----- | ----- |
| Medalha de ouro   | Mariya Kuchina             | Rússia        | o     | o     | o     | o     | o     | o     | xxx   | 2.01  | PB    |
| Medalha de prata  | Blanka Vlašić              | Croácia       | o     | xo    | o     | o     | o     | o     | xxx   | 2.01  | SB    |
| Medalha de bronze | Anna Chicherova            | Rússia        | o     | –     | o     | xo    | o     | xo    | xxx   | 2.01  |       |
| 4                 | Kamila Lićwinko            | Polónia       | o     | o     | o     | o     | o     | xxx   |       | 1.99  | NR    |
| 5                 | Ruth Beitia                | Espanha       | o     | o     | xo    | o     | o     | xxx   |       | 1.99  |       |
| 6                 | Marie-Laurence Jungfleisch | Alemanha      | o     | o     | o     | x–    | xo    | xxx   |       | 1.99  | PB    |
| 7                 | Jeanelle Scheper           | Santa Lúcia   | o     | o     | xxx   |       |       |       |       | 1.92  |       |
| 8                 | Eleanor Patterson          | Austrália     | xo    | o     | xxx   |       |       |       |       | 1.92  |       |
| 9                 | Ana Šimić                  | Croácia       | o     | xxx   |       |       |       |       |       | 1.88  |       |
| 9                 | Mirela Demireva            | Bulgária      | o     | xxx   |       |       |       |       |       | 1.88  |       |
| 9                 | Svetlana Radzivil          | Uzbequistão   | o     | xxx   |       |       |       |       |       | 1.88  |       |
| 12                | Levern Spencer             | Santa Lúcia   | xo    | xxx   |       |       |       |       |       | 1.88  |       |
| 12                | Doreen Amata               | Nigéria       | xo    | xxx   |       |       |       |       |       | 1.88  |       |

Legenda
| Recorde mundial       | Recorde mundial (World record)               |                       | Recorde africano                      | Recorde africano (African) |                                           | Q | Classificado por posição (Qualified) |
| Recorde do campeonato | Recorde do campeonato (Championship record)  | Recorde da América    | Recorde da América (Americas)         | q                          | Classificado por melhor tempo (Qualified) |   |                                      |
| Melhor marca do ano   | Melhor marca do ano (World leading)          | Recorde asiático      | Recorde asiático (Asian)              | DNS                        | Não largou (Did not start)                |   |                                      |
| Recorde nacional      | Recorde nacional (National record)           | Recorde europeu       | Recorde europeu (European)            | DNF                        | Não terminou (Did not finish)             |   |                                      |
| Recorde pessoal       | Recorde pessoal do atleta (Personal best)    | Recorde da Oceania    | Recorde da Oceania (Oceania)          | DSQ / DQ                   | Desclassificado (Disqualified)            |   |                                      |
| Recorde da temporada  | Recorde da temporada do atleta (Season best) | Recorde sul-americano | Recorde sul-americano (South America) | NM                         | Sem marca (No mark)                       |   |                                      |